# 라트갈레어
라트갈레어(latgalīšu volūda)는 라트비아에서 사용되는 동발트어군의 언어이다. 학자에 따라서는 라트비아어의 방언으로 간주하기도 한다.

## 지리적 분포
라트갈레어는 140여만 명이 사용하는 언어이다. 주로 라트비아에 이 언어 사용자들이 있지만 러시아의 일부 지역(시베리아)에서는 소수의 라트갈레어 사용자들이 거주한다.

## 같이 보기
- 위키백과 목록
- 사모기티아어
- 버로어
- 리보니아어